# Ernst Arnds
Ernst Arnds (* 28. Juni 1922 in Wichlinghofen; † 20. Oktober 1971 in München) war ein deutscher Politiker (SPD). 
Nach dem Schulbesuch arbeitete er als Schlosser, trat der SPD bei und war 1946 Mitglied des Provinziallandtags von Westfalen. Zudem gehörte er vom 2. Oktober 1946 bis zum 19. April 1947 als Abgeordneter dem ersten und zweiten ernannten nordrhein-westfälischen Landtag an.